# Barroughter Bog SAC
Barroughter Bog SAC este o arie protejată (sit de importanță comunitară — SCI) din Irlanda întinsă pe o suprafață de 173,95 ha, integral pe uscat.

## Localizare
Centrul sitului Barroughter Bog SAC este situat la coordonatele 53°04′44″N 8°18′39″W / 53.078952°N 8.310926°V.

## Înființare
Situl Barroughter Bog SAC a fost declarat sit de importanță comunitară în noiembrie 1997 pentru a proteja un număr necunoscut de specii din flora spontană și fauna sălbatică aflate în arealul zonei.

## Biodiversitate
Situată în ecoregiunea atlantică, aria protejată conține 3 habitate naturale: Turbării active, Mlaștini oligotrofe degradate, capabile încă de regenerare naturală, Depresiuni pe substraturi de turbă de Rhynchosporion.
La baza desemnării sitului se află un număr nedeclarat de specii protejate.
Pe lângă speciile protejate, pe teritoriul sitului au mai fost identificate 2 specii de plante.